# Hockeria ephialtes
Hockeria ephialtes är en stekelart som först beskrevs av Fernando 1957.  Hockeria ephialtes ingår i släktet Hockeria och familjen bredlårsteklar. Inga underarter finns listade i Catalogue of Life.